# NS-Bund Deutscher Technik
Der Nationalsozialistische Bund Deutscher Technik (NSBDT) wurde im Juni 1934 als Nachfolger des Kampfbundes der Deutschen Architekten und Ingenieure (KDAI) gegründet. Zum Vorsitzenden ernannte Rudolf Heß den bisherigen Leiter der Unterkommission für Wirtschaftstechnik der Politischen Zentralkommission der NSDAP, Gottfried Feder. Zum 1. Januar 1935 wurde Feder abgelöst und durch seinen bisherigen Stellvertreter Fritz Todt ersetzt. Nach dessen Tod wurde im Jahr 1942 Albert Speer Vorsitzender (in Personalunion als Leiter des Hauptamts für Technik).
Mit § 3 der Verordnung zur Durchführung des Gesetzes zur Sicherung der Einheit von Partei und Staat vom 29. März 1935 wurde der NSBDT als ein der Nationalsozialistischen Deutschen Arbeiterpartei angeschlossener Verband erklärt. Die in dieser Verordnung verwendete Schreibweise NS-Bund Deutscher Techniker beruhte auf einem Druckfehler.
Der NSBDT diente dem Zusammenschluss aller technisch-wissenschaftlichen Verbände und Vereine unter Führung des Hauptamts für Technik. Die Vereine führten zu ihrem Vereinsnamen den Zusatz "im Nationalsozialistischen Bund Deutscher Technik" bzw. "im NSBDT". Die Geschäftsstelle des NSBDT war im VDI-Haus in Berlin, ohne dass der VDI etwas dagegen unternehmen konnte.
Die Reichsschule der deutschen Technik wurde am 7. Dezember 1937 als Schulungseinrichtung auf der Plassenburg in Kulmbach eröffnet. Am 15. November 1942 eröffnete der NSBDT in Danzig eine Vorschule für die Ingenieurausbildung.
Im Kontrollratsgesetz Nr. 2 (Auflösung und Liquidierung der Naziorganisationen) vom 10. Oktober 1945 wurde ausdrücklich auch der NSBDT (unter Nr. 28 der Anlage zum Gesetz gelistet) aufgeführt, der damit durch den Alliierten Kontrollrat abgeschafft und für ungesetzlich erklärt wurde sowie ausdrücklich als aufgelöst galt (Artikel I des Gesetzes). Nach Artikel II des Gesetzes wurde sämtliches Eigentum der Organisation beschlagnahmt. Laut Artikel I galt das Gesetz auch für die die von dem NSBDT abhängigen Organisationen, so dass auch alle im NSDBT organisierten Vereine und Organisationen denselben Verbotsregelungen unterlagen und als aufgelöst galten.